# Hôtel de Cluny
L'hôtel de Cluny est un édifice situé au cœur du Quartier latin, dans le 5e arrondissement de Paris (France).
Cet hôtel particulier entre cour et jardin tire son nom des abbés de l'ordre de Cluny qui, enseignant au collège de Cluny, en firent dès le XIIIe siècle leur lieu de résidence. À partir du XVIIe siècle  jusqu'à la Révolution française, il abrite des nonces apostoliques ainsi que des particuliers.
Reconstruit entre 1485 et 1510, en reprenant certains éléments du style Louis XII contemporain, cet édifice montre à quel point l'architecture parisienne se montre réticente aux nouveautés amenées d'Italie et reste comme à la tour Saint-Jacques, fidèle pour l'essentiel au style gothique flamboyant du XVe s.
En 1843, l'État en fait un musée devenu aujourd'hui le musée national du Moyen Âge, ou musée de Cluny.

## Histoire de l'hôtel

### L'hôtel des abbés de Cluny

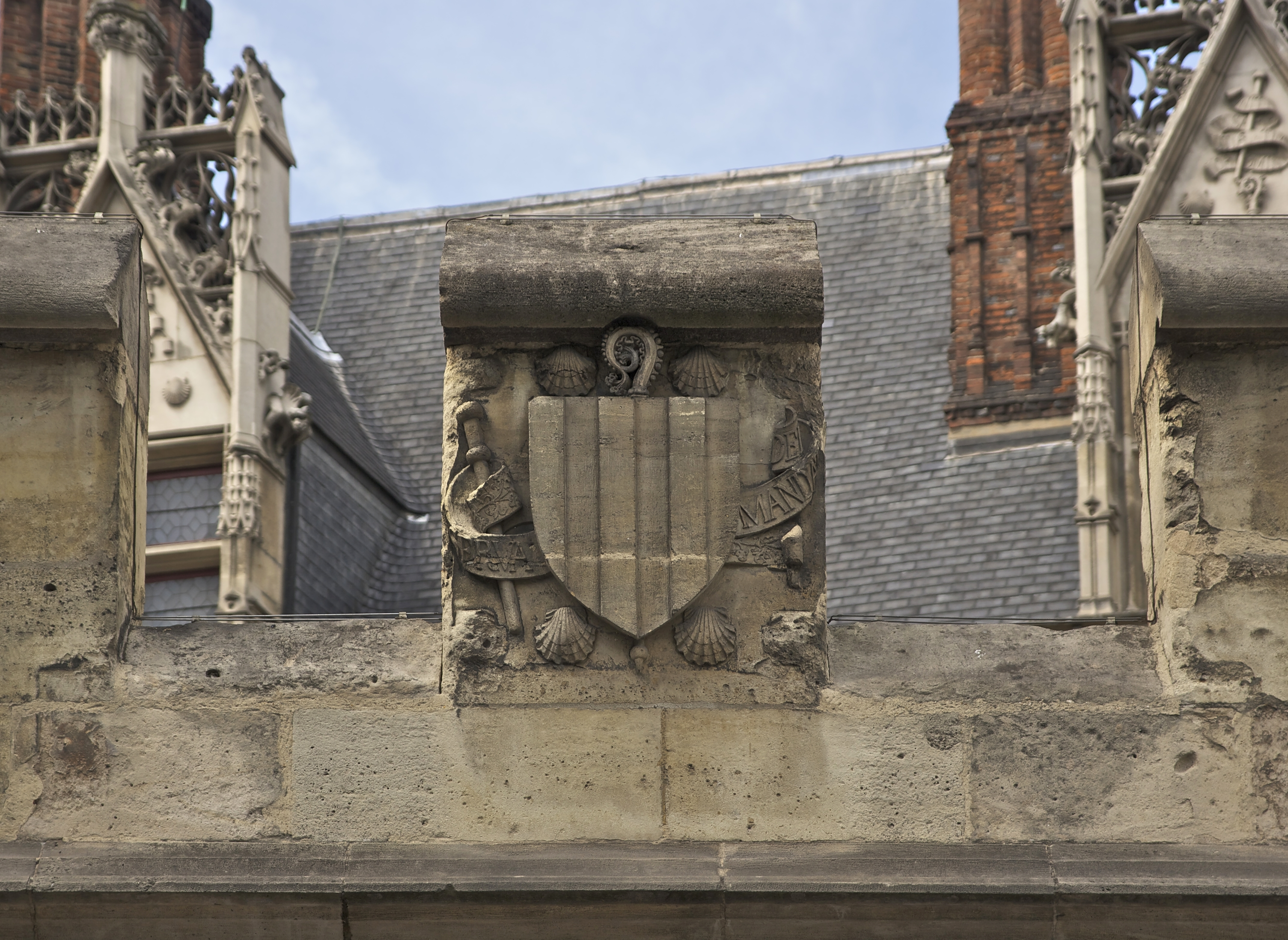
Armoiries de Jacques d'Amboise sur un créneau de l'hôtel de Cluny, à Paris, qu'il fit agrandir.

Les bâtiments accueillaient les abbés de l'ordre de Cluny en Bourgogne dès le XIIIe siècle. À la fin du XVe siècle, le bâtiment construit par l'abbé Jean de Bourbon et a été agrandi par Jacques d'Amboise, abbé de Cluny (1485-1510). Les armes d'Amboise, « palé d'or et de gueules (de six pièces) », ornent les lucarnes ouvragées de la façade ainsi que les gâbles des fenêtres hautes.
L'hôtel accueille régulièrement les abbés de Cluny et certains dignitaires importants.
La jeune Marie Tudor y est enfermée pendant 40 jours en janvier 1515 pour s'assurer qu'elle ne porte pas d'héritier à la mort de son mari le roi Louis XII de France, ainsi la couronne passe à son cousin, le futur roi François Ier. Le 3 mars 1515, Marie y épouse secrètement et sans le consentement de son frère le roi Henri VIII, son favori, Charles Brandon, duc de Suffolk.

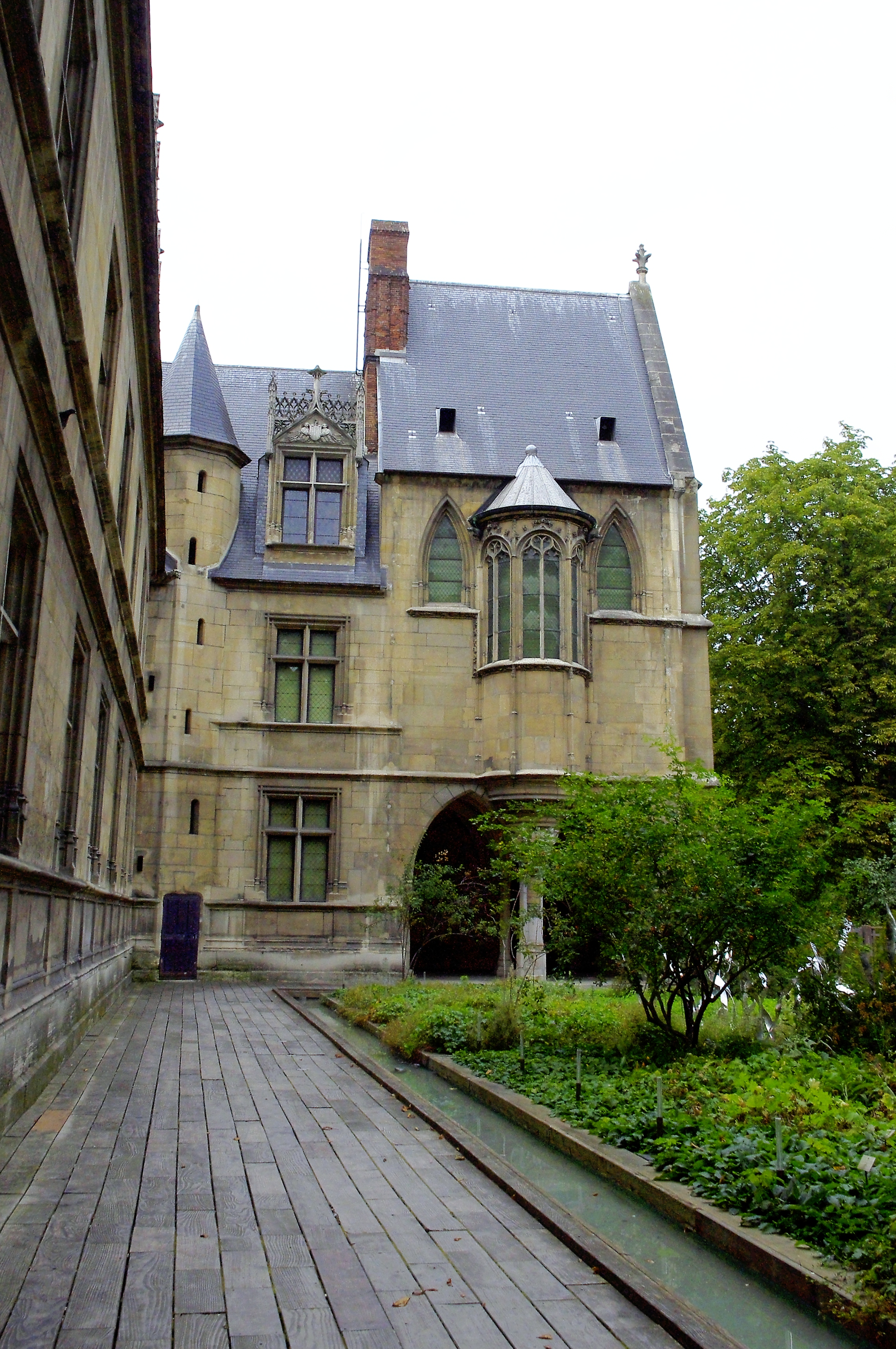
À l'arrière de l’hôtel, une aile perpendiculaire se compose d'une chapelle. Son chevet est signalé par une tourelle en encorbellement sur un pilier engagé dont le culot figure un écusson (les armoiries bûchées à la Révolution ont été restituées).

Jacques V est également accueilli dans l'hôtel de Cluny par François Ier, le 3 décembre 1536 la veille de son mariage avec sa fille Madeleine de France. Le roi d'Écosse séjourna ainsi dans l'hôtel durant les grandes fêtes et joutes données pour l'occasion.
- La nonciature apostolique de Paris

À partir du XVIIe siècle, l'hôtel sert de nonciature aux légats du pape. Le nonce y réside alors avec sa maison qui se compose d'une vingtaine de personnes dont deux secrétaires. Entre 1634 et 1636, l'hôtel est habité par Mazarin, alors nonce extraordinaire.
- L'imprimerie-librairie Moutard

Au XVIIIe siècle, Nicolas-Léger Moutard, l'imprimeur-libraire de la reine de 1774 à 1792, installe ses presses dans la chapelle, et son adresse est rue des Mathurins, Hôtel de Cluni. À la révolution, l'hôtel est vendu comme bien national et subit des transformations et des agressions jusqu'à son acquisition par l'État en 1843.
- L'observatoire de Cluny

L'hôtel de Cluny est partagé entre plusieurs propriétaires ou locataires particuliers, en deux lots principaux, à la réserve de l'observatoire (dit « de la Marine »), installé au sommet de la tour d'escalier ; celle-ci est couronnée d'une plate-forme munie d'une balustrade, à laquelle on accède par une petite vis latérale (de là, les abbés avaient une vue sur les pentes de la montagne Sainte-Geneviève jusqu'à la Seine). L'astronome Joseph-Nicolas Delisle (1688-1768) utilise cette tour du logis principal comme observatoire, en construisant au sommet une cage, ou pavillon de bois octogonal entièrement vitré de petits carreaux. Delisle et ses élèves Joseph Jérôme Lefrançois de Lalande (1732-1807) et Charles Messier (1730-1817) y feront leurs observations, ce dernier notamment habitera l'hôtel depuis son mariage (1771) jusqu'à sa mort et y établira son célèbre catalogue des « nébuleuses » (actuels amas stellaires ou galaxies pour la plupart),.
- Les collections d'Alexandre Du Sommerard

En 1833, Alexandre Du Sommerard, conseiller-maître à la Cour des comptes et amateur passionné par le Moyen Âge, s'y installe et loue quelques pièces auprès d'un imprimeur pour y organiser sa collection d'objets.

## Description

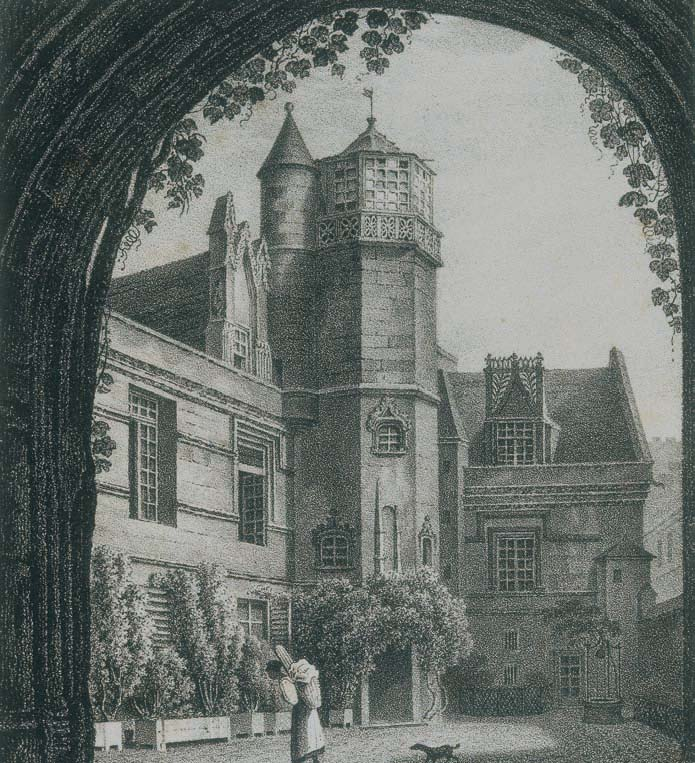
L'hôtel de Cluny avec son observatoire au début du XIXe siècle.
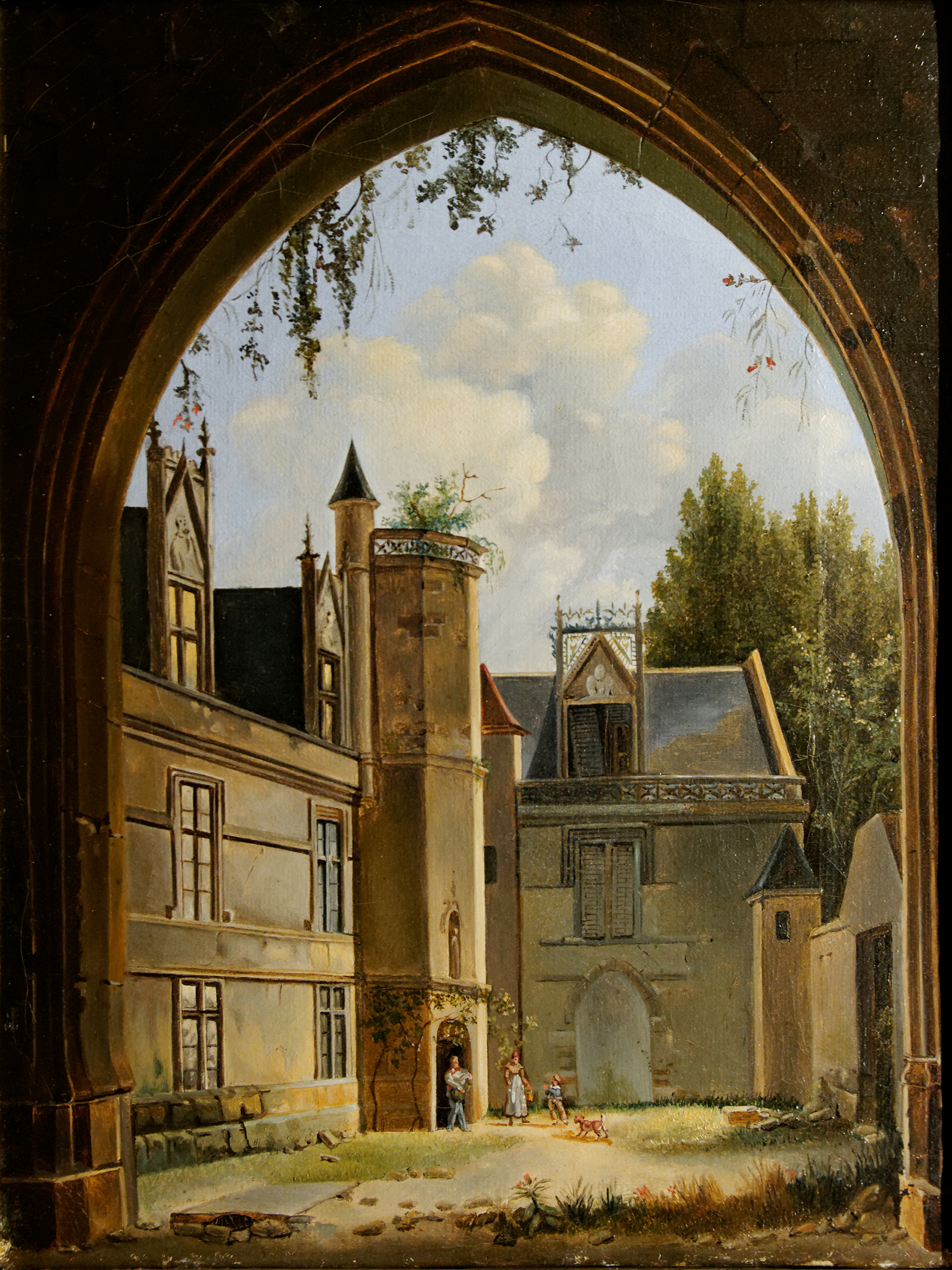
Henri Édouard Truchot, Vue de la cour intérieure de l'hôtel de Cluny, vers 1819-1822[9].
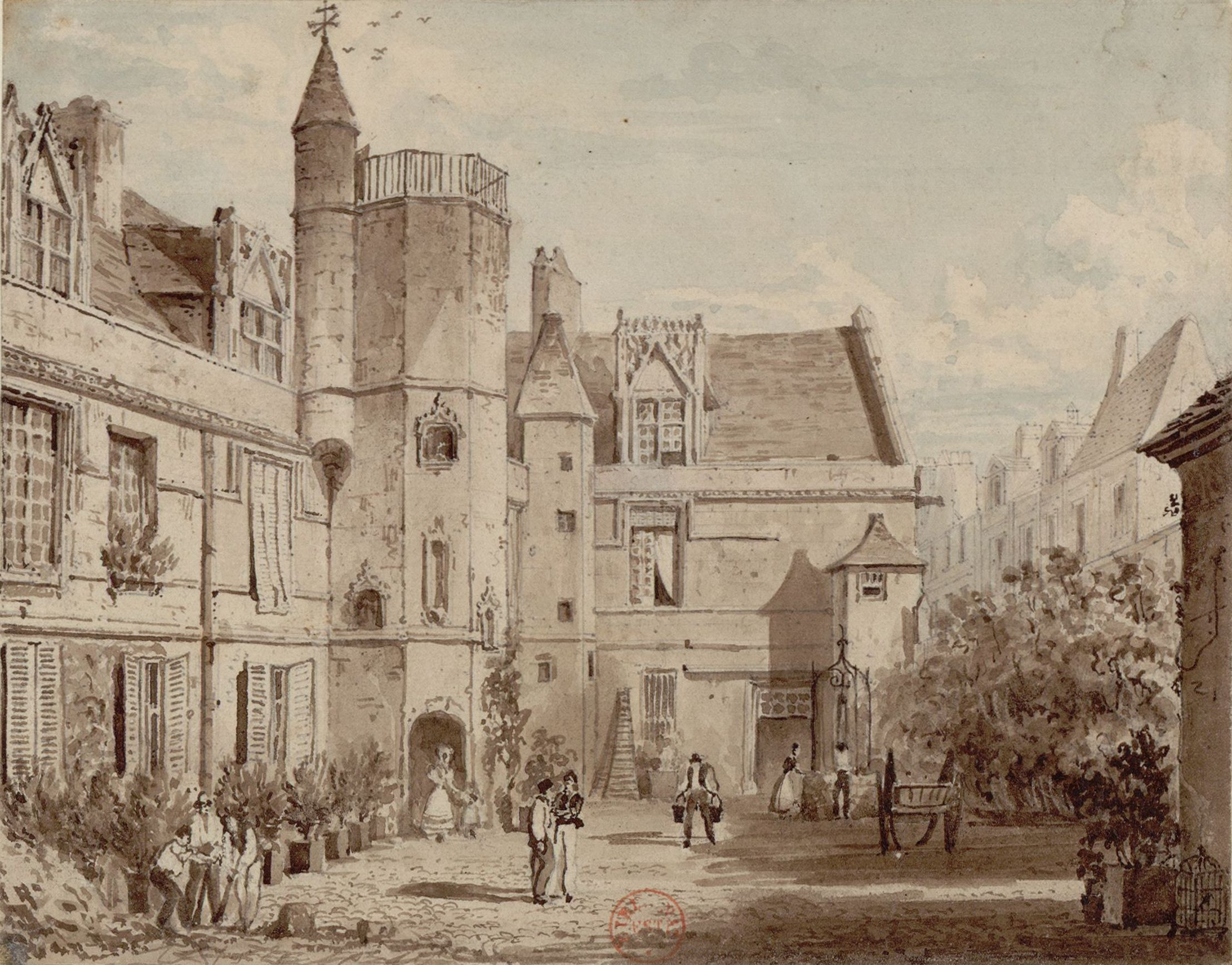
L'hôtel de Cluny en 1829.
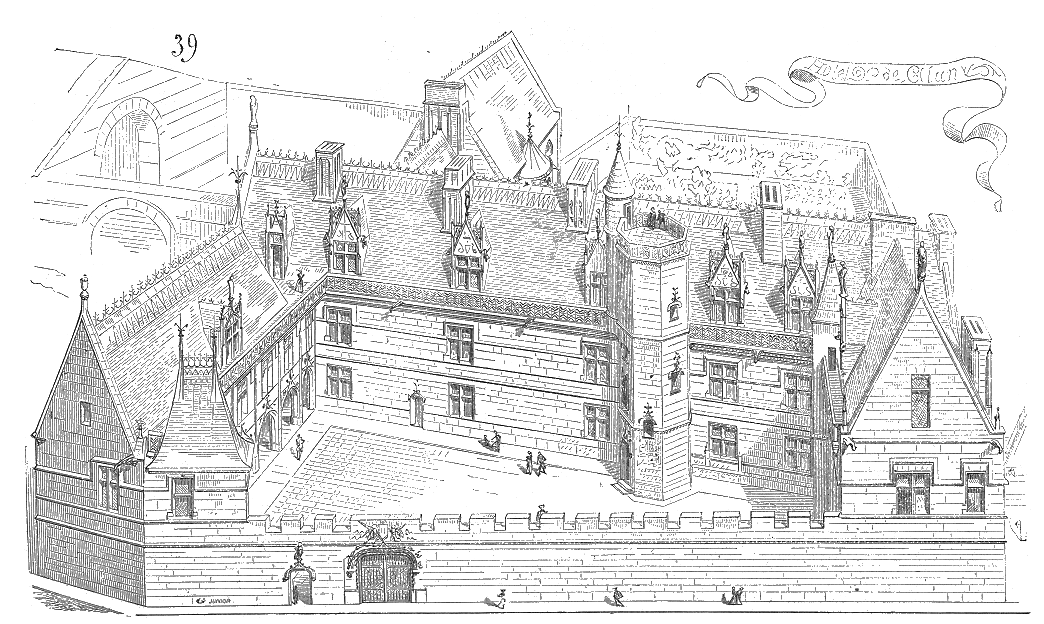
Vue de l'hôtel de Cluny par Eugène Viollet le Duc vers 1856.
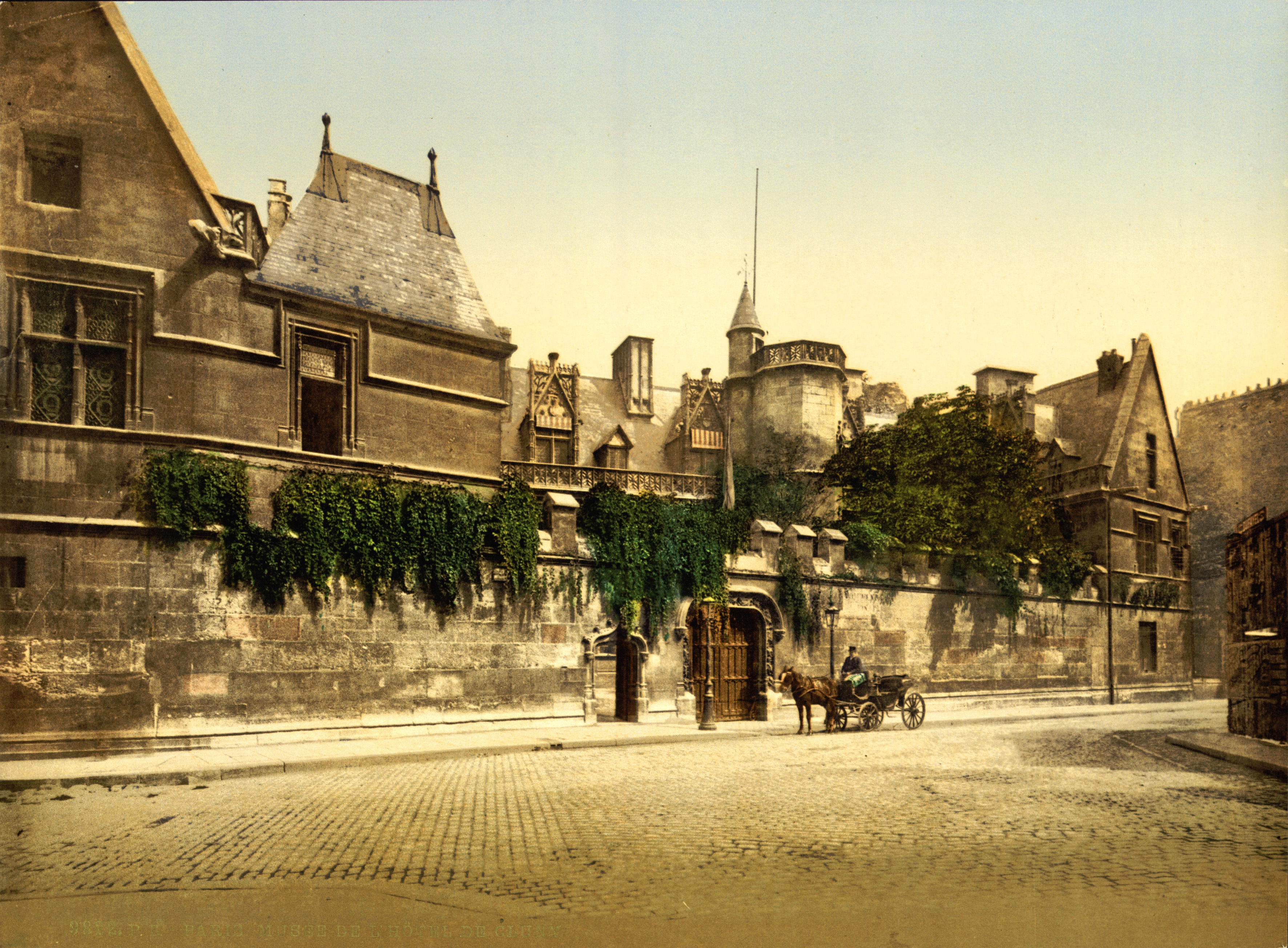
L'hôtel de Cluny dans les années 1890.

Dans la cour d'entrée en trapèze bordée de bâtiments élevés d'un étage (ceux de l'aile occidentale étant percés au rez-de-chaussée d'un péristyle de quatre arcades ogivales) se trouvent deux cadrans solaires ainsi qu'un puits. Ce dernier possède une gargouille en forme d'« homme sauvage » qui évoque François Sauvage, contrôleur de l'argenterie de Charles VIII, ainsi qu'une poulie de fer en provenance d'Allemagne et probablement datée du XVe siècle.

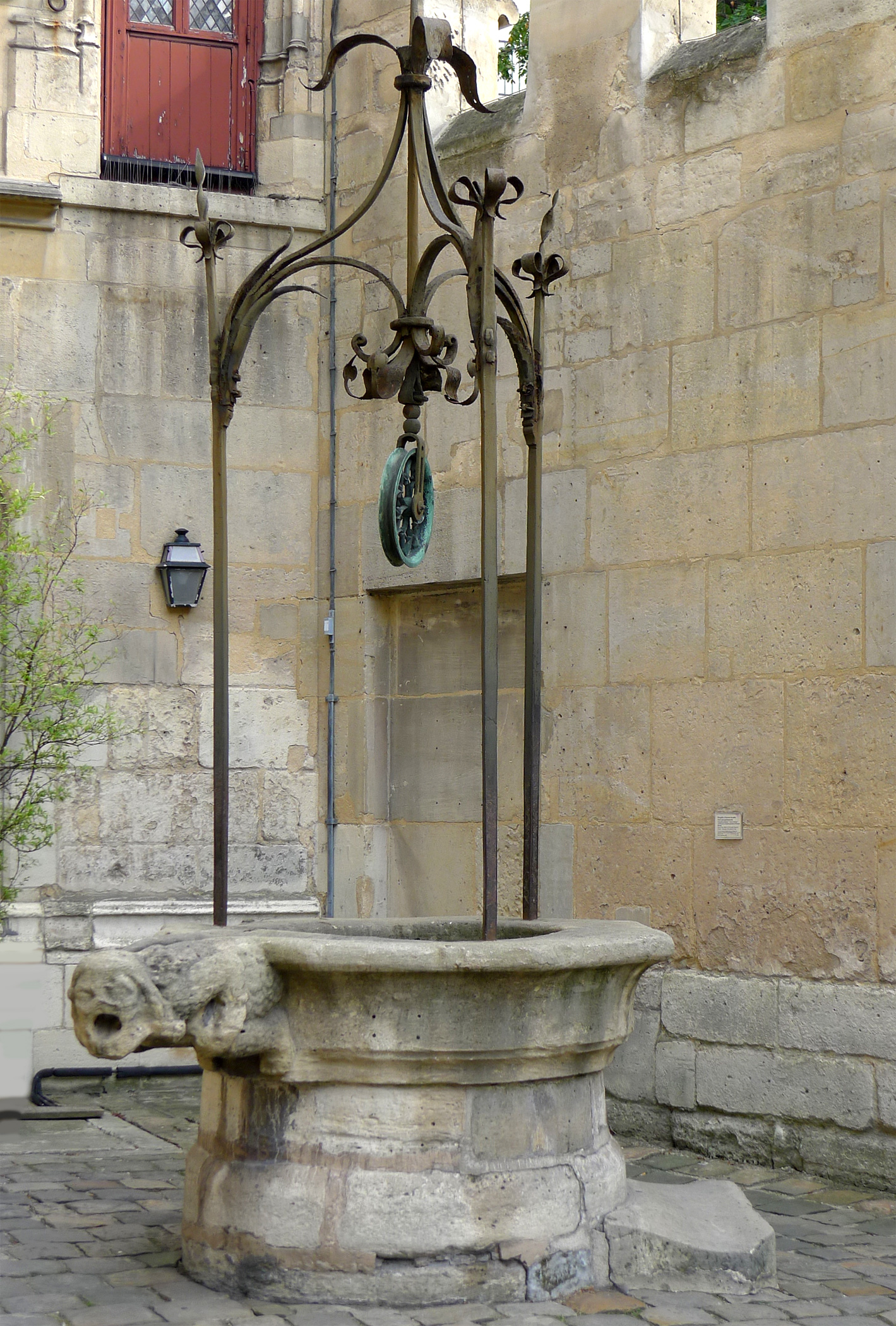
Margelle et ferrures de puits avec gargouille.
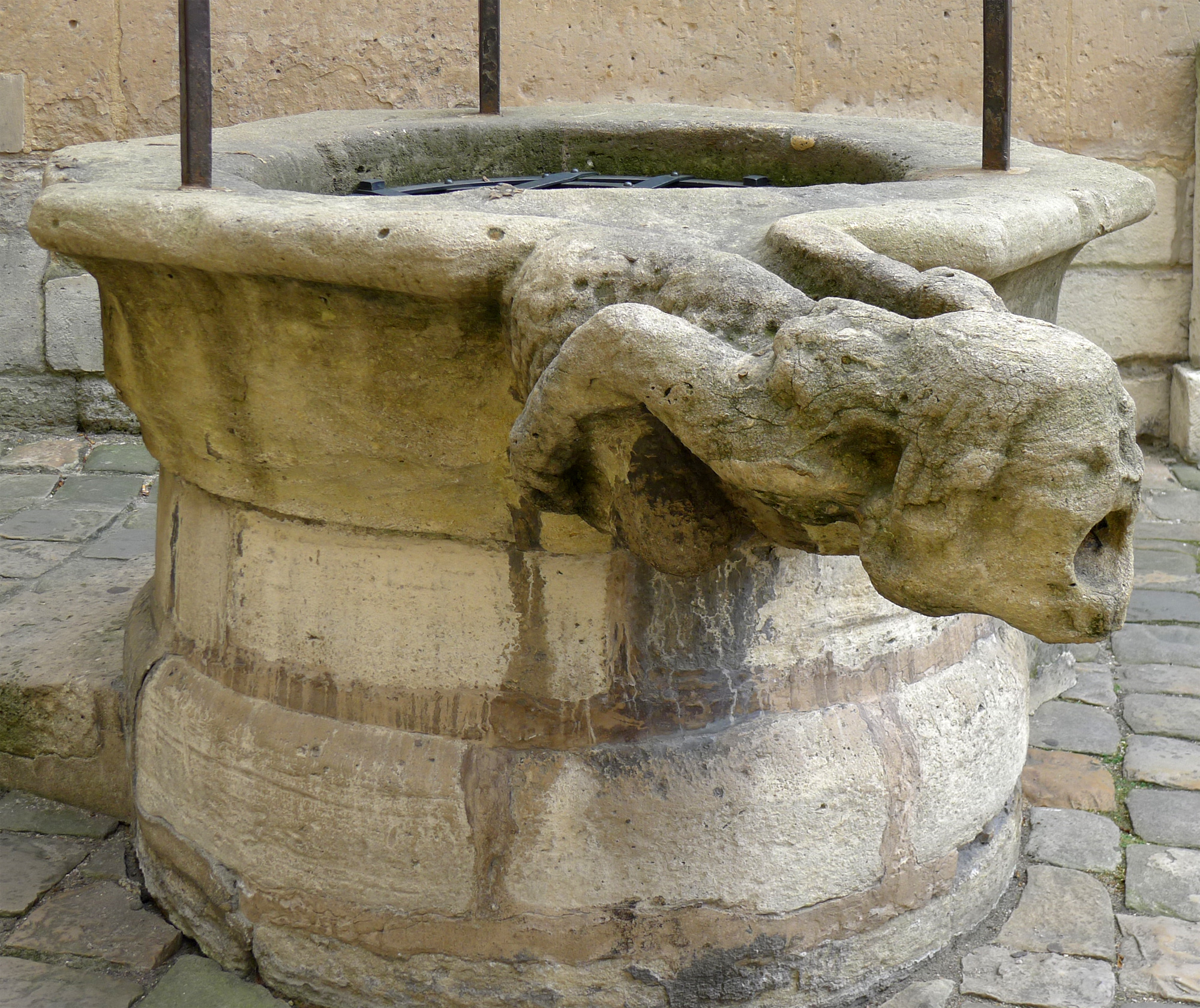
La gargouille en forme d'« homme sauvage », évoquant François Sauvage, contrôleur de l'argenterie de Charles VIII, du manoir près d'Amboise duquel l'ensemble provient, début XVIe siècle.
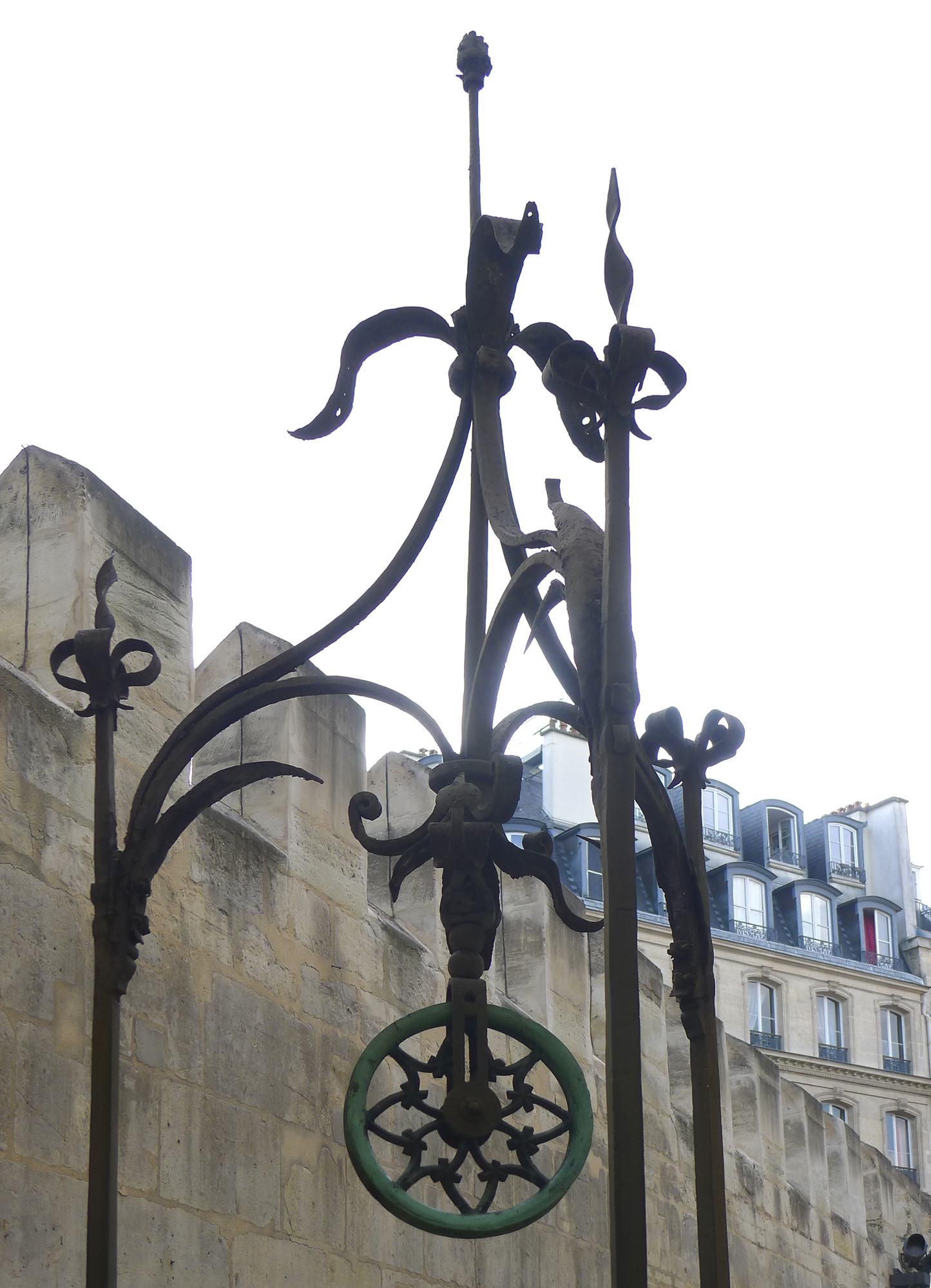
Poulie et ferrures de puits.
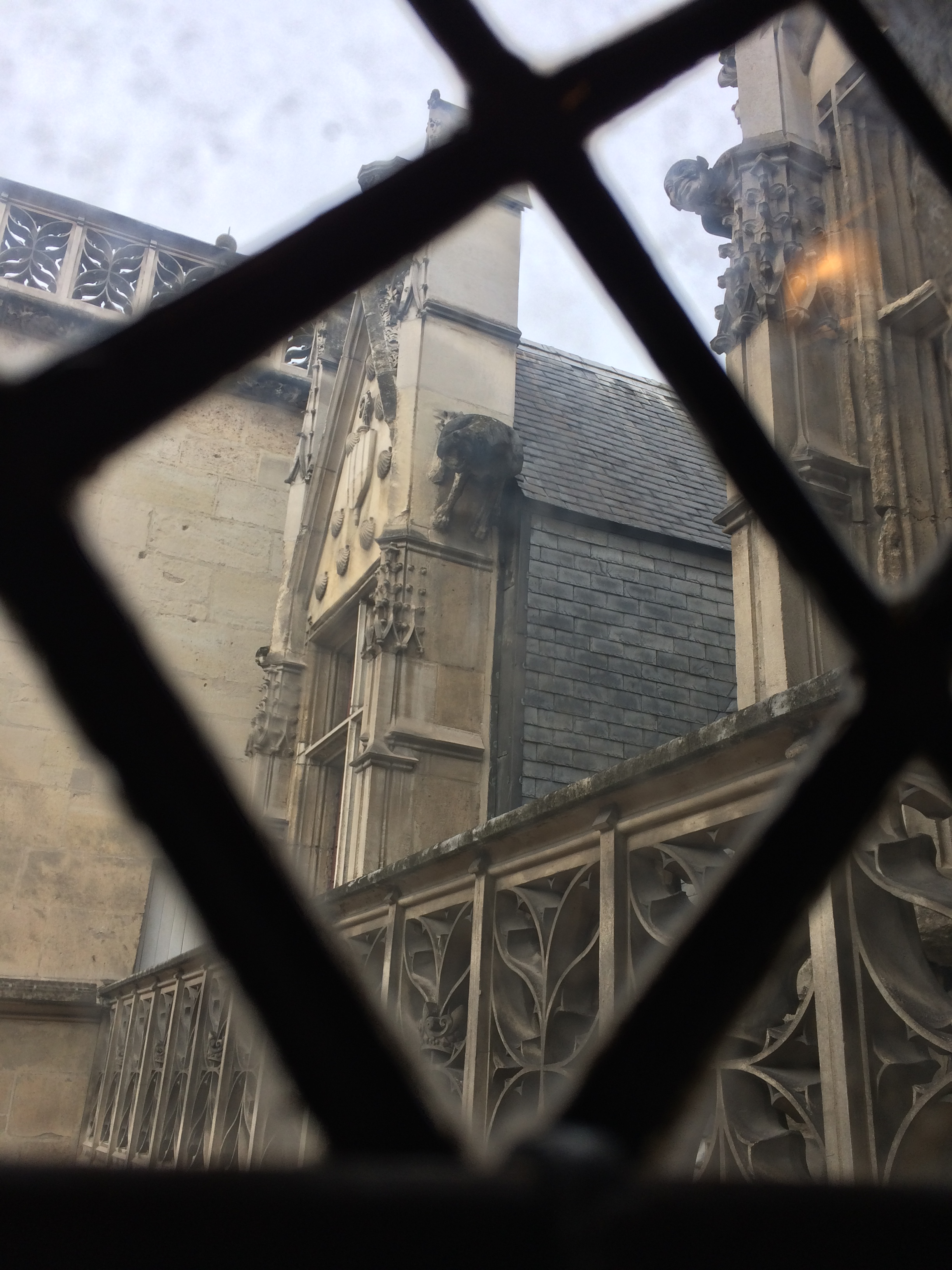
Façade de l’ancien hôtel des abbés de Cluny.
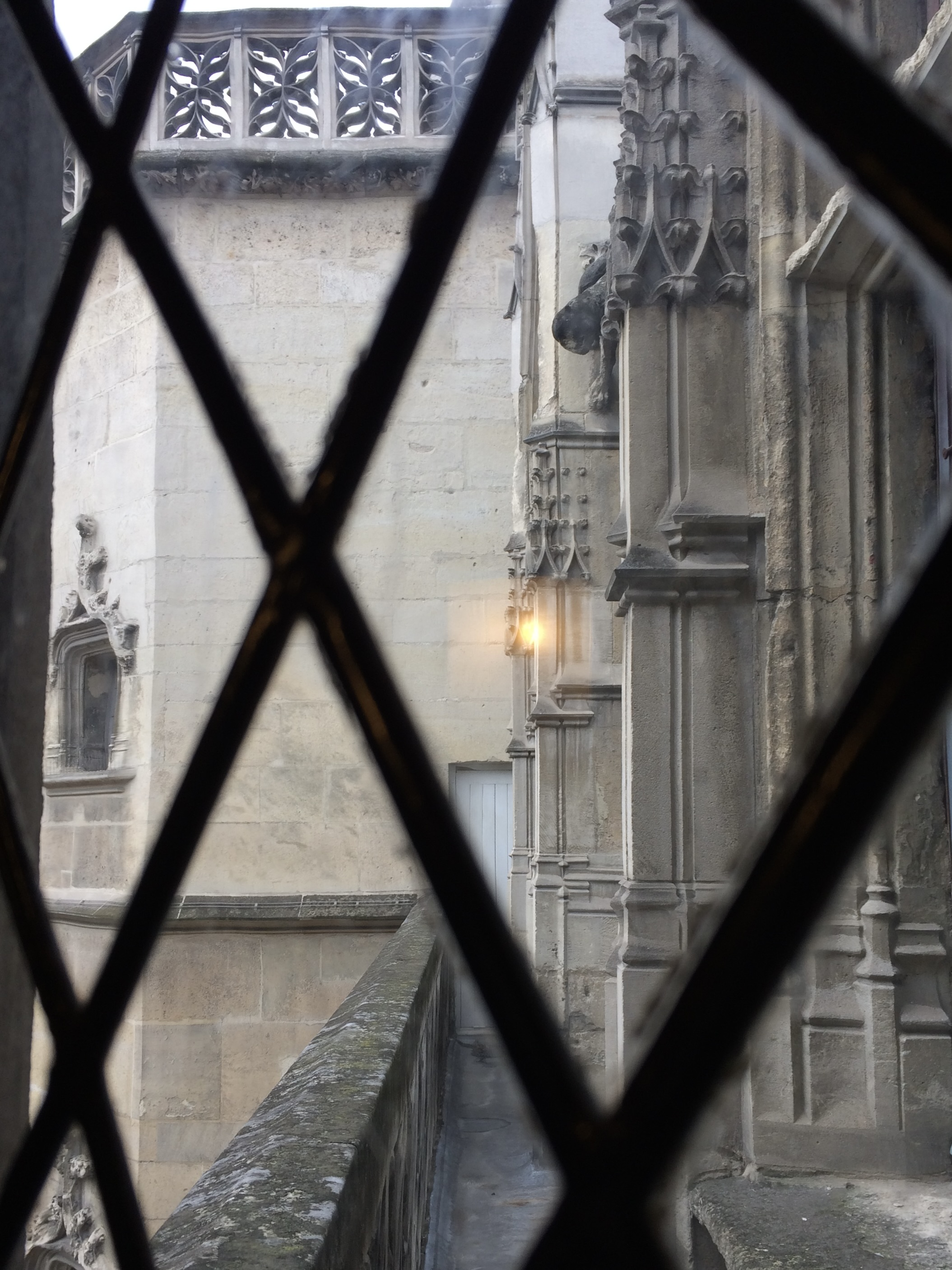
Idem.

Le style gothique flamboyant est particulièrement notable au niveau de la toiture et des corniches.

### Musée de Cluny
À la mort d'Alexandre Du Sommerard en 1843, sa collection est rachetée par l'État, qui nomme son fils Edmond premier directeur du « Musée des Thermes et de l'Hôtel de Cluny ».

## Personnalités
- Jacques d'Amboise, abbé de Cluny de 1485 à 1510.
- Jean de Bourbon, abbé de Cluny de 1456 à 1480.
- Marie Tudor y est enfermée en 1515 et y épouse Charles Brandon.
- Jacques V, roi d'Écosse y séjourne en 1536.
- Jules Mazarin, nonce extraordinaire de 1634 à 1636.
- Charles Messier, Joseph-Nicolas Delisle & Joseph Jérôme Lefrançois de Lalande, astronomes, y demeurent.